# Lampides immarginata
Lampides immarginata är en fjärilsart som beskrevs av Hermann Stauder 1925. Lampides immarginata ingår i släktet Lampides och familjen juvelvingar. Inga underarter finns listade i Catalogue of Life.